# Dick Scobee
Francis Richard Scobee, detto Dick (Cle Elum, 19 maggio 1939 – Cape Canaveral, 28 gennaio 1986), è stato un astronauta statunitense. Morì durante la missione spaziale STS-51-L nel Disastro dello Space Shuttle Challenger del 1986.

## Biografia
Scobee è nato nello stato del Washington, ha lasciato la moglie June Kent e due figli: Kathie e Richard. Nel 1965 ha conseguito il bachelor of science in ingegneria aerospaziale presso l'Università dell'Arizona. Nel 1957 è entrato nella USAF, durante la sua carriera militare ha volato per oltre 6.500 ore in 45 diversi tipi di aeroplano.
Nel gennaio del 1978 è stato selezionato dalla NASA come candidato astronauta, nell'agosto del 1979 ha completato l'addestramento astronautico. Scobee ha volato per la prima volta con lo Shuttle nell'aprile del 1984 nella missione STS-41-C che ha messo in orbita con successo un satellite (Long Duration Exposure Facility) e ne ha riparato un altro (Solar Maximum Satellite) rimettendolo in orbita con il braccio meccanico (SRMS). Durante questo volo ha trascorso 168 ore nello spazio.
Dopo questa missione Scobee è stato scelto come comandante della sfortunata missione STS-51-L dello Shuttle Challenger, distruttosi 73 secondi dopo il lancio il 28 gennaio 1986. Scobee è stato sepolto nel Cimitero nazionale di Arlington, in Virginia. A lui sono stati dedicati una scuola elementare e l'aeroporto municipale di Auburn (California) ed una strada a Myrtle Beach (Carolina del Sud) non molto lontana da quelle dedicate a Ronald McNair e Christa McAuliffe.